# Carla Bley
Carla Bley, nata Lovella May Borg (Oakland, 11 maggio 1936 – Willow, 17 ottobre 2023), è stata una compositrice, pianista e organista statunitense di musica jazz.

## Biografia
Nacque ad Oakland in California ma già a sedici anni si trasferì a New York, per entrare in contatto con l'ambiente jazz più importante dell'epoca. A 21 anni si sposò con il pianista jazz Paul Bley, del quale terrà il cognome anche dopo il divorzio. Già a partire dal 1960, sue composizioni sono state eseguite da diversi jazzisti di fama come George Russell, Jimmy Giuffre, Art Farmer e lo stesso Paul Bley.
Diventò un'importante figura del movimento free jazz degli anni sessanta, collaborando con la Liberation Music Orchestra di Charlie Haden e con artisti come Steve Lacy, Don Cherry, Roswell Rudd, Jack Bruce, Robert Wyatt e con il batterista dei Pink Floyd Nick Mason.
Verso la metà degli anni sessanta iniziò un lungo sodalizio musicale con il trombettista austriaco Michael Mantler, che sposò nel 1967 e da cui avrebbe divorziato nel 1992. Insieme formarono la Jazz Composer's Orchestra, che nel 1965 incise il primo disco, Communication. Andarono quindi in tournée in Europa con il Jazz Realities Quintet, di cui faceva parte anche Steve Lacy.
Il concept album della Bley Escalator over the Hill, pubblicato nel 1971 e ispirato ai testi del poeta surrealista John Haines, vide la partecipazione dello stesso Mantler, di Paul Haines, Jack Bruce, Sheila Jordan, Linda Ronstadt e Jeanne Lee. Nell'album fece la sua prima apparizione come cantante la figlia Karen Mantler, avuta nel 1966 da Michael, che sarebbe apparsa in molti dei successivi lavori della Bley anche in veste di tastierista e armonicista. Nel 1973, la Bley e Mantler fondarono l'etichetta discografica indipendente WATT Works, nata per realizzare i loro album.
Nel corso degli anni settanta Carla Bley fondò una big band a suo nome e che l'ha vista esibirsi sui palchi di tutto il mondo. Tale big band si rifà all'insegnamento delle orchestre di Gil Evans e dell'ultimo Duke Ellington potendo contare sull'apporto di molti valenti musicisti, provenienti dai più disparati contesti musicali. Nell'ultima parte della sua vita, il suo partner musicale e di vita è stato il bassista elettrico Steve Swallow.

## Discografia parziale

### Artista principale

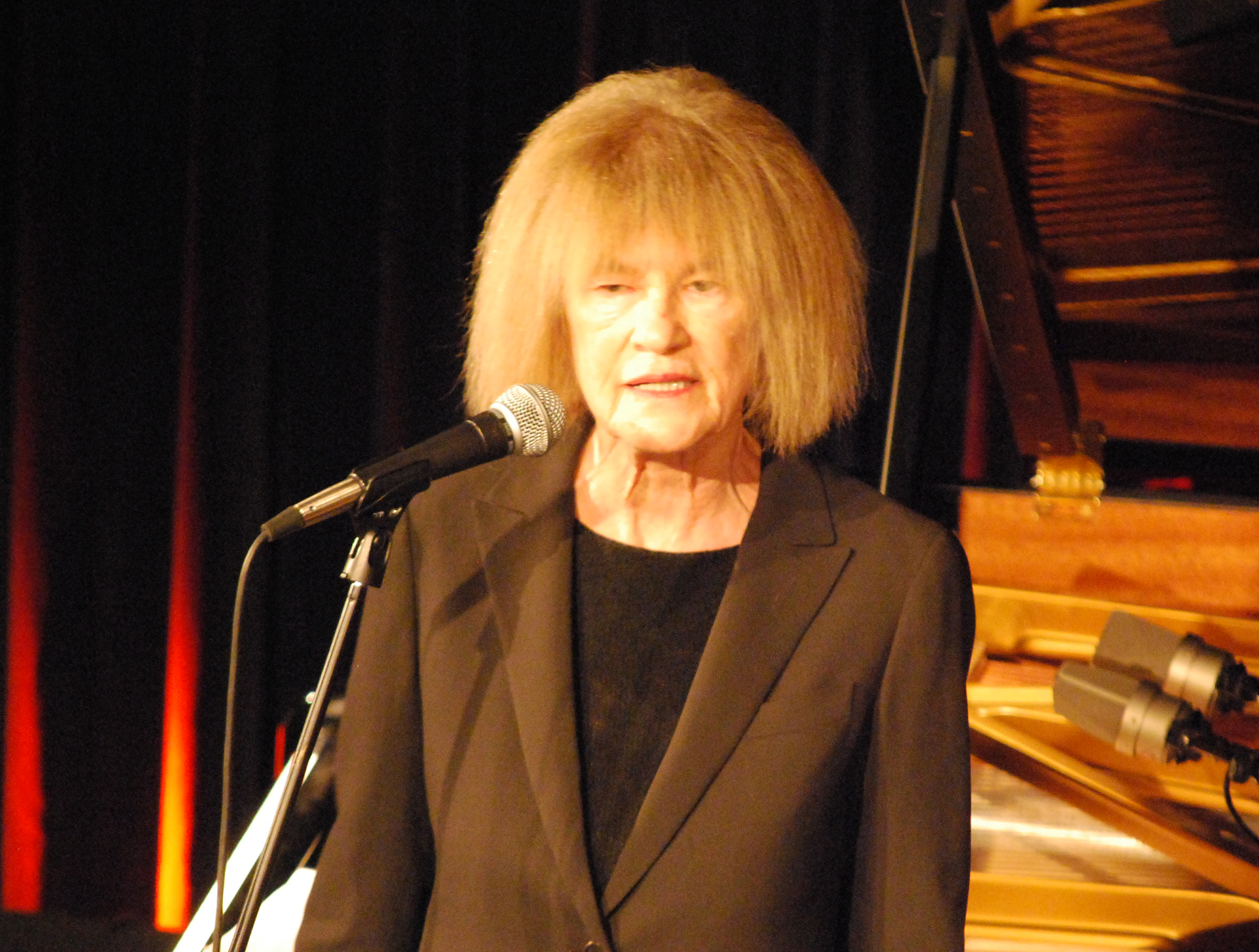
Carla Bley nel 2009 a Innsbruck

- 1966 - Jazz Composer's Orchestra, Communication
- 1966 - Carla Bley, Michael Mantler, Steve Lacy Jazz Realities
- 1971 - Carla Bley, Paul Haines Escalator over the Hill
- 1974 - Tropic Appetites
- 1975 - 3/4
- 1977 - Dinner Music
- 1978 - Carla Bley Band, European Tour 1977
- 1979 - Carla Bley Band, Musique Mecanique
- 1981 - Carla Bley Band, Social Studies
- 1982 - Carla Bley Band, Live!
- 1984 - Carla Bley Band, I Hate to Sing
- 1984 - Heavy Heart
- 1985 - Night-Glo
- 1987 - Sextet (Watt Works/ECM Records)
- 1988 - Carla Bley, Steve Swallow, Duets
- 1989 - Fleur Carnivore
- 1991 - Carla Bley Band, The Very Big Carla Bley Band
- 1992 - Carla Bley, Steve Swallow, Go Together
- 1993 - Big Band Theory
- 1994 - Songs with Legs
- 1996 - Carla Bley Big Band, ...Goes to Church
- 1998 - Fancy Chamber Music
- 1999 - Carla Bley, Steve Swallow, Are We There Yet?
- 2000 - 4x4
- 2003 - Looking for America (Carla Bley Big Band)
- 2004 - The Lost Chords
- 2007 - The Lost Chords find Paolo Fresu
- 2008 - Carla Bley & Her Remarkable Big Band, Appearing Nightly
- 2009 - Carla Bley, Steve Swallow & The Partyka Brass Quintet, Carla's Christmas Carols
- 2013 - Carla Bley, Andy Sheppard & Steve Swallow, Trios
- 2016 - Carla Bley, Andy Sheppard & Steve Swallow, Andando el Tiempo
- 2020 - Carla Bley, Andy Sheppard & Steve Swallow, Life Goes On

## Collaborazioni
- 1981 - Nick Mason, Nick Mason's Fictitious Sports
- 1983 - Charlie Haden, The Ballad of the Fallen (ECM Records)